# Escudo de la República Árabe Saharaui Democrática
El escudo de armas de la República Árabe Saharaui Democrática es un símbolo creado por el Frente Polisario, un movimiento político, que surge el 27 de febrero de 1976 cuyo objetivo es lograr la independencia del país, que fue anexado por Marruecos, tras la desocupación de las tropas de España. Actualmente, el Frente Polisario controla un 25 % del territorio del Sahara Occidental.
El escudo contiene los siguientes elementos: un cuarto creciente y una estrella roja que simbolizan el mundo islámico, dos rifles cruzados y dos banderas nacionales. El escudo está sujeto por una guirnalda de hojas de olivo. En la parte inferior aparece un pergamino en rojo con el lema nacional que dice en lengua árabe: حرية ديمقراطية وحدة (en español, Libertad, democracia, unidad).